# 虎皮武士
《虎皮武士》（喬治亞語： 發音：[vepʰχistʼqʼaosani]），又译《豹皮武士》，格鲁吉亚中世纪史诗，由格鲁吉亚民族诗人紹塔·魯斯塔韋利创作于12世纪至13世纪期间，该诗歌透过塔里埃尔、阿夫坦季尔、普里東三名武士征战南亚次大陆、阿拉伯半岛等地，并最终成为一方之主的经历，反映了格鲁吉亚英雄人物为人间正义及幸福抗争的精神，被后世学者视为格鲁吉亚文学的杰作。直到20世纪初，《虎皮武士》诗集一直是当地妇女结婚时的嫁妆。